# Александер Бонсаксен
Александер Бонсаксен (норв. Alexander Bonsaksen; 24 січня 1987, м. Осло, Норвегія) — норвезький хокеїст, захисник. Виступає за «Таппара» (Тампере) у Лійзі.
Вихованець хокейної школи «Волеренга» (Осло). Виступав за «Волеренга» (Осло), МОДО (Ерншельдсвік), ХК «Сундсвалль», «Регле» (Енгельгольм).
В чемпіонатах Швеції — 134 матчі (1+8), у плей-оф — 10 матчів (0+1).
У складі національної збірної Норвегії учасник зимових Олімпійських іграх 2010 і 2014 (8 матчів, 0+0), учасник чемпіонатів світу 2009, 2010, 2011, 2012, 2013, 2014 і 2015 (48 матчів, 1+5). У складі молодіжної збірної Норвегії учасник чемпіонатів світу 2006 і 2007 (дивізіон I). У складі юніорської збірної Норвегії учасник чемпіонату світу 2005 (дивізіон I).
Досягнення
- Чемпіон Норвегії (2009)
- Срібний призер чемпіонату Фінляндії (2015)